# Prix Sei Itō

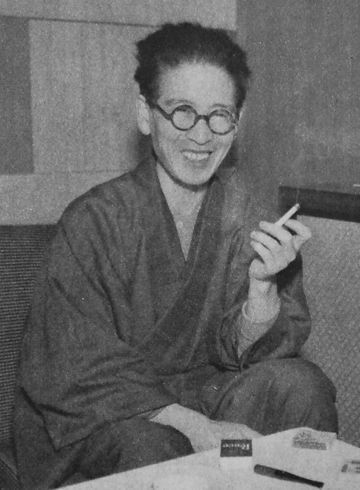
Ito Sei

Le prix Sei Itō de littérature (伊藤整文学賞, Itō Sei Bungaku Shō) est décerné depuis 1990 par la ville d'Otaru en mémoire du poète, écrivain et critique Sei Itō, originaire de la ville. Le prix est décerné dans deux catégories : Littérature et critique. Les lauréats reçoivent une statuette de femme appelée « Mouette ») et une somme de 1 000 000 ¥. Le prix est organisé et attribué par un comité de sélection, la ville d'Otaru et le journal Hokkaidō Shinbun.
Par manque d'argent, le prix Sei Itō sera attribué pour la 25e et dernière fois en 2014.

## Liste des lauréats
- 1990 
  - Catégorie Littérature : Kenzaburō Ōe pour Jinsei no shinseki (人生の親戚, dt. Verwandte des Lebens)
  - Catégorie Critique : Shun Akiyama pour Jinsei no kenshō (人生の検証)
- 1991 
  - Catégorie Littérature : Tetsuo Miura pour Michizure (みちづれ)
  - Catégorie Critique : Ryūzō Saki pour Shinbunchō (身分帳)
- 1992 
  - Catégorie Littérature : Keizō Hino pour Dangai no toshi (断崖の年)
  - Catégorie Critique : Jirō Kawamura pour Aregorī no orimono (アレゴリーの織物)
- 1993 
  - Catégorie Littérature : Haruji Uenishi pour Tokachi Heiya (十勝平野)
  - Catégorie Critique : non attribué
- 1994 
  - Catégorie Littérature : Kunio Ogawa pour Kanashimi no minato (悲しみの港)
  - Catégorie Critique : Natsuki Ikezawa pour Tanoshii shūmatsu (楽しい終末)
- 1995 
  - Catégorie Littérature : Yūko Tsushima pour Kaze yo, sora kakeru kaze yo (風よ、空駆ける風よ)
  - Catégorie Critique : Hideaki Oketani pour Itō Sei (伊藤整)
- 1996 
  - Catégorie Littérature : Iwao Matsuyama pour Yami no naka no ishi (闇のなかの石)
  - Catégorie Critique : Kōjin Karatani pour Sakaguchi Ango to Kenji Nakagami (坂口安吾と中上健次)
- 1997 
  - Catégorie Littérature : Taka Isawa pour Jigoku wa ittei sumikazokashi. shōsetsu Haya Akegarasu (地獄は一定すみかぞかし　小説暁烏敏)
  - Catégorie Critique : Tokio Iguchi pour Yanagita Kunio to kindai bungaku (柳田国男と近代文学)
- 1998 
  - Catégorie Littérature : (Chōkitsu Kurumatani refuse le prix pour Akame shijūya takishinjū misui (赤目四十八瀧心中未遂))
  - Catégorie Critique : Norihiro Katō pour Haisengo-ron (敗戦後論)
- 1999 
  - Catégorie Littérature : Taeko Kōno pour Gonichi no hanashi (後日の話)
  - Catégorie Critique : Michitarō Tada pour Henshin rōka-ron (変身放火論)
- 2000 
  - Catégorie Littérature : Hiromi Kawakami pour Oboreru (溺レる)
  - Catégorie Critique : Inuhiko Yomota pour Morokko rutaku (モロッコ流謫)
- 2001 
  - Catégorie Littérature : Mizuko Masuda pour Tsukuyomi (月夜見)
  - Catégorie Critique : Shin’ichi Nakazawa pour Philosophia Japonica (フィロソフィア・ヤポニカ)
- 2002 
  - Catégorie Littérature : Gen'ichirō Takahashi pour Nihon bungaku seisuishi (日本文学盛衰史)
  - Catégorie Critique : Masashi Miura pour Seishun no Shūen (青春の終焉)
- 2003 
  - Catégorie Littérature : Yōko Tawada pour Yōgisha no yakōressha (容疑者の夜行列車)
  - Catégorie Critique : non attribué
- 2004 
  - Catégorie Littérature : Kazushige Abe pour Shinsemia (シンセミア)
  - Catégorie Critique : Minato Kawamura pour Fudaraku (補陀落)
- 2005 
  - Catégorie Littérature : Yoriko Shōno pour Kompira (金毘羅)
  - Catégorie Critique : Taeko Tomioka pour Saikaku no kanjō (西鶴の感情)
- 2006 
  - Catégorie Littérature : Masahiko Shimada pour Taihai shimai (退廃姉妹)
  - Catégorie Critique : Masaaki Kawanishi pour Taijun Takeda-den (武田泰淳伝)
- 2007 
  - Catégorie Littérature : Yūichi Seirai pour Bakushin (爆心)
  - Catégorie Critique : Yūkō Deguchi pour Sakaguchi Ango hyakusai no itanji (坂口安吾　百歳の異端児)
- 2008 
  - Catégorie Littérature : Anna Ogino pour Kani to kare to wata(ku)shi (蟹と彼と私)
  - Catégorie Critique : Hiroshi Homura pour Tanka no yūjin (短歌の友人)
- 2009 
  - Catégorie Littérature : Hideo Levy pour  no mizu (仮の水)
  - Catégorie Critique : Reijo Andō pour Hikari no mandara (光の曼陀羅)
- 2010 
  - Catégorie Littérature : non attribué
  - Catégorie Critique : Hideo Takahashi pour Haha naru mono, kindai bungaku to ongaku no basho (母なるもの―近代文学と音楽の場所)
- 2011 
  - Catégorie Littérature : Mitsuyo Kakuta pour Tsurīhausu (ツリーハウス) et Katsusuke Miyauchi pour Mao no ai 魔王の愛)
  - Catégorie Critique : non attribué
- 2012 
  - Catégorie Littérature : Toshiyuki Horie pour Nazuna (なずな)
  - Catégorie Critique : Saburō Kawamoto pour Hakushū Bōkei? (白秋望景)